# Paonia
Paonia – miasto w Stanach Zjednoczonych, w stanie Kolorado, w hrabstwie Delta.